# Gavrila Romanovič Děržavin
Gavrila Romanovič Děržavin (rusky Гавриил (Гаврила) Романович Державин; 14. července 1743 Sokury, Kazaň – 20. července 1816 Zvanka, Novgorodská oblast) patří k nejvýznamnějším ruským básníkům 18. století. Často je považován za představitele klasicismu, ale ten již v jeho dílech nese hodně znaků nových preromantických proudů, připravujích nástup romantismu.
V letech 1802–1803 byl prvním ruským ministrem spravedlnosti a generálním prokurátorem.

## Život
Děržavin se narodil roku 1743 poblíž Kazaně v rodině chudého venkovského statkáře. Tomu odpovídalo i velmi nedostatečné vzdělání, které obdržel v kazaňské škole, a také to, že byl roku 1762 povolán do vojenské služby u Preobraženského pluku jako prostý vojín. Důstojnickou hodnost obdržel teprve po deseti letech (roku 1772) a poté se zúčastnil bojů během Pugačevova kozáckého povstání. Svou vojenskou kariéru ukončil roku 1777 jako podplukovník a vstoupil do státních služeb.
Svými básněmi (především ódou Felica) si naklonil ruskou carevnu Kateřinu II. a díky tomu působil v letech 1784–1785 jako oloněcký a v letech 1785–1787 jako tambovský gubernátor. V této funkci se snažil prosazovat některé své osvícenské ideály, avšak pro jejich realizaci mu chyběla schopnost trpělivého a věcného jednání s lidmi. Pro svou prchlivost byl z funkcí odvolán, stejně jako později z funkce osobního tajemníka Kateřiny II., kterou vykonával v letech 1791–1793, i z funkce ministra justice (1802–1803), do které ho jmenoval car Alexandr I. Poté odešel do výslužby a zbytek svého života strávil na svém statku ve Zvance poblíž Novgorodu, kde roku 1816 zemřel.
Je pochován uvnitř Kláštera Varláma Chutyňského (rus. Варлаамо-Хутынский Спасо-Преображенский монастырь) nedaleko Velkého Novgorodu.

## Dílo
Děržavinova poezie se vyznačuje skutečnou svébytností. Naplno v ní zaznívá abstraktní klasicistní humanismus a optimismus a současně již také stesk a elegické tóny nastupujícího preromantismu, neboť Děržavin zahrnul do lidského života i smrt, která je „nezvaným hostem“ na „veselé hostině života“. Psal sice především lyrické, společensko-kritické, patetické a satirické básně a ironicko-oslavné ódy, vnesl však do nich prostotu, čímž jim dodal přirozenosti. Významně se podílel na tvorbě nového básnického jazyka, neboť vnesl do poezie prvky hovorové řeči a nejednou se inspiroval v lidové písni. Stal se vzorem pro celou následující básnickou generaci a v mnohém byl předchůdcem Alexandra Sergejeviče Puškina, kterého jako šestnáctiletého pozdravil roku 1815 při veřejné zkoušce v lyceu v Carském Selu jako svého nástupce.
Děržavin se pokoušel psát i divadelní hry, ale ty zdaleka nedosahují kvalit jeho poezie.

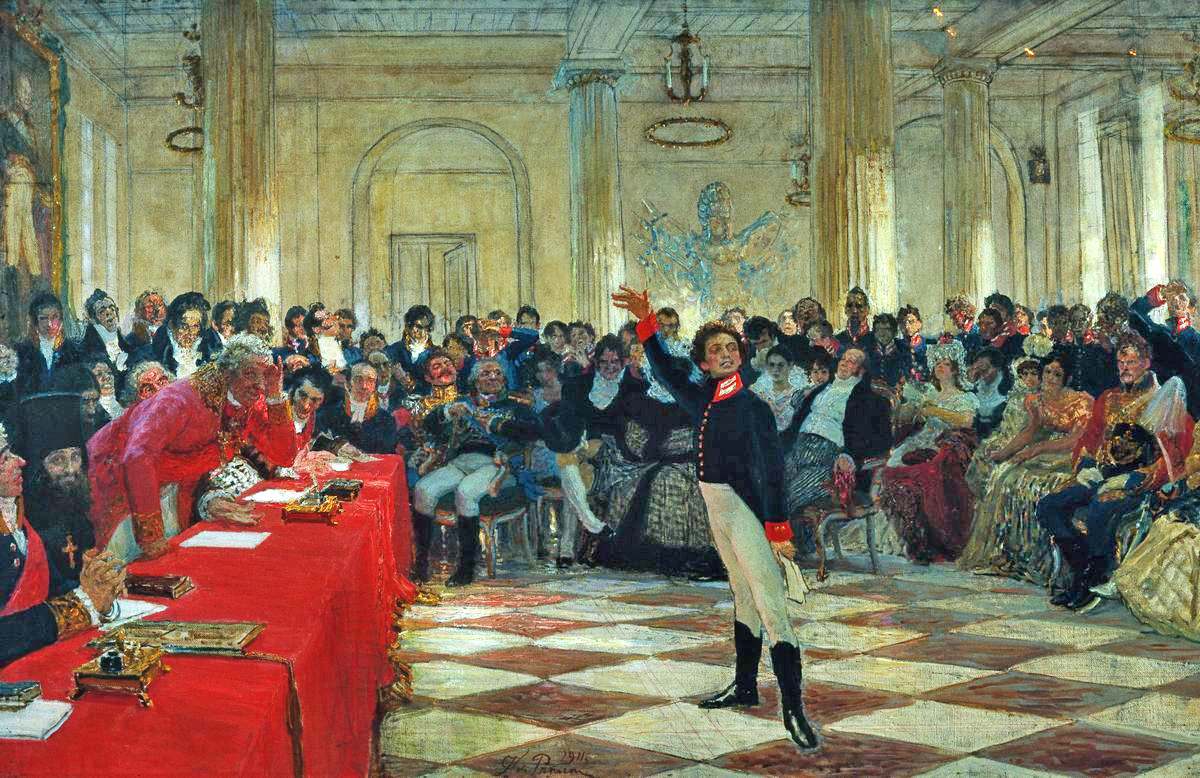
Gavrila Romanovič Děržavin a mladý Puškin v Carském Selu (obraz Ilji Repina)

Z Děržavinových básní patří k nejznámějším:
- Óda na smrt knížete Mesčerského (1779, На смерть князя Мещерского),
- Vládcům a soudcům (1780, Властителям и судиям), báseň se silnou společenskou kritikou,
- Felica (1782, Фелица), óda v níž Děržavin vyzdvihl pozitivní ideál panovníka, netradičním způsobem oslavil carevnu Kateřinu II. a současně lehce ironizoval její dvořanstvo.
- Bůh (1784, Бог), óda věnovaná otázkám života a smrti, jeden z vrcholů Děržavinovy poezie.
- Murzovo vidění (1783, Видение Мурзы), óda,
- Hrom vítězství (1791, Гром победы, раздавайся!), neoficiální ruská hymna konce 18. a začátku 19. století, hudbu složil Osip Antonovič Kozlovskij (1757-1831),
- Slavík (1794, Соловей),
- Velmož (1794, Вельможа), báseň se silnou společenskou kritikou,
- Pozvání k obědu (1795, Приглашение к обеду),
- Vodopád (1798, Водопад), báseň obsahující silné preromantické prvky,
- Hýl (1800, Снигирь), báseň oplakávající smrt ruského generála Suvorova,
- Persus a Andromeda (1807, Персей и Андромеда),
- Chvála života na venkově (1808, Похвала сельской жизни) a Evženovi. Život ve Zvance (1808, Евгению. Жизнь Званская), básně vyjadřující životní optimismus a oslavující idylický život na venkově.

## Fotogalerie

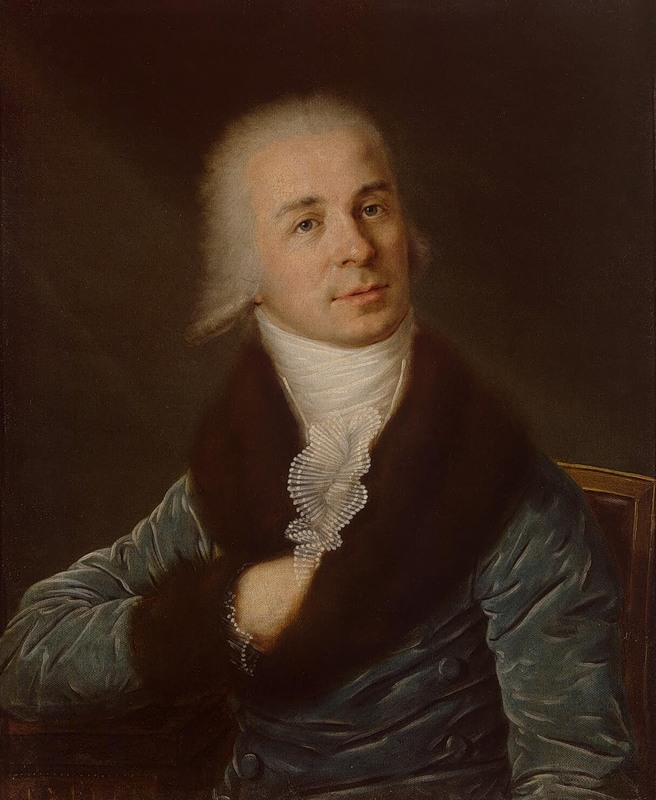
Gavrila Romanovič Děržavin
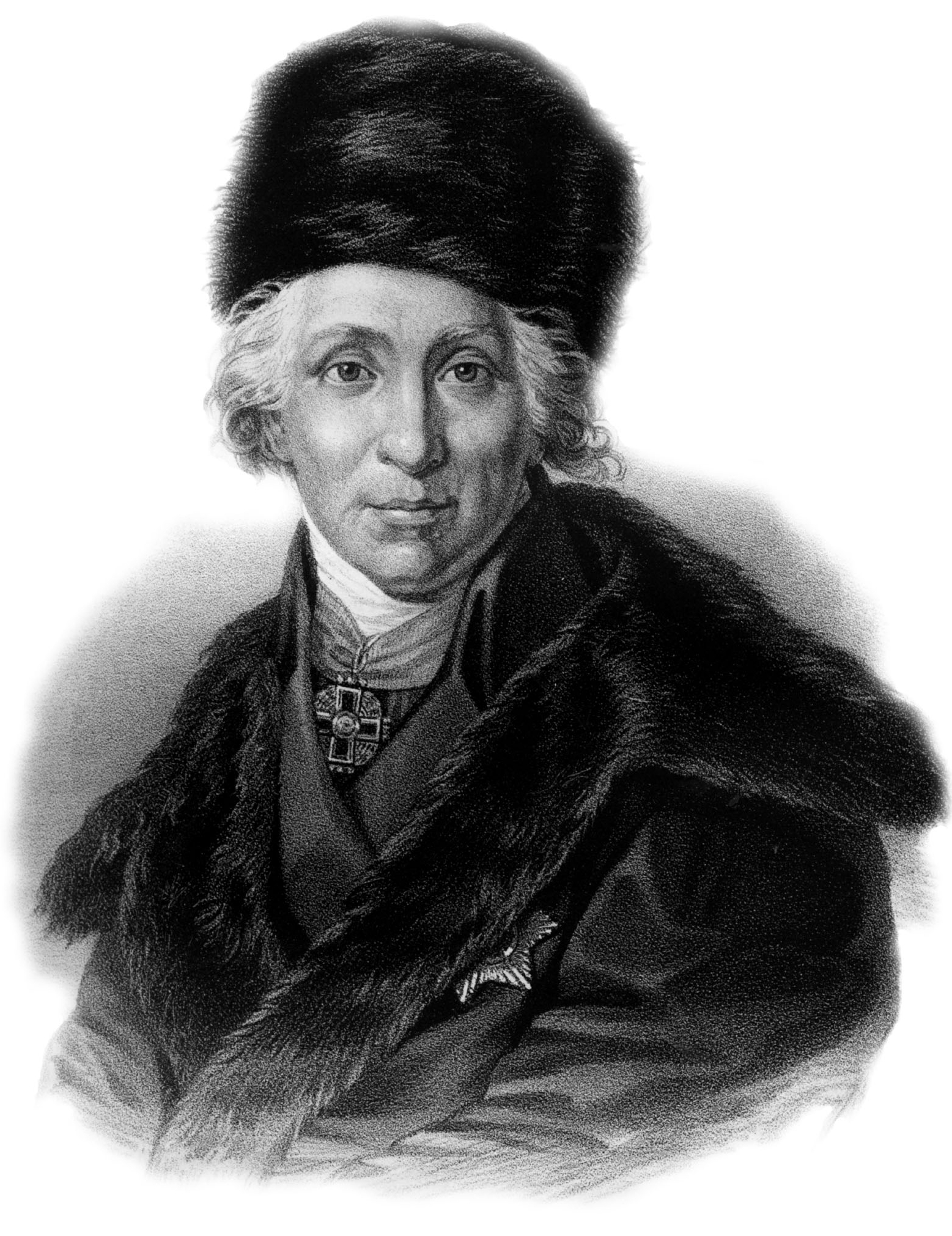
Gavrila Romanovič Děržavin
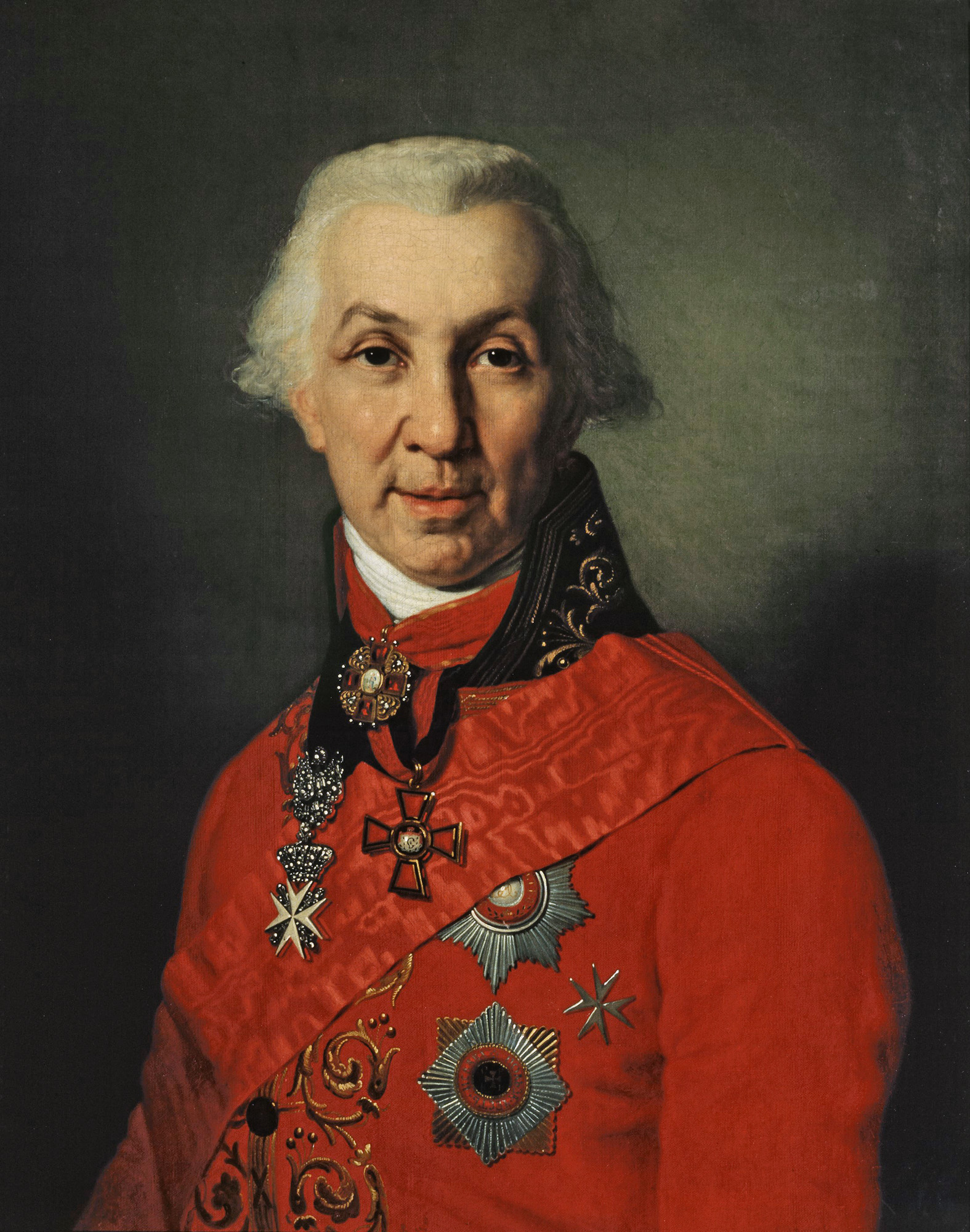
Gavrila Romanovič Děržavin (1811)
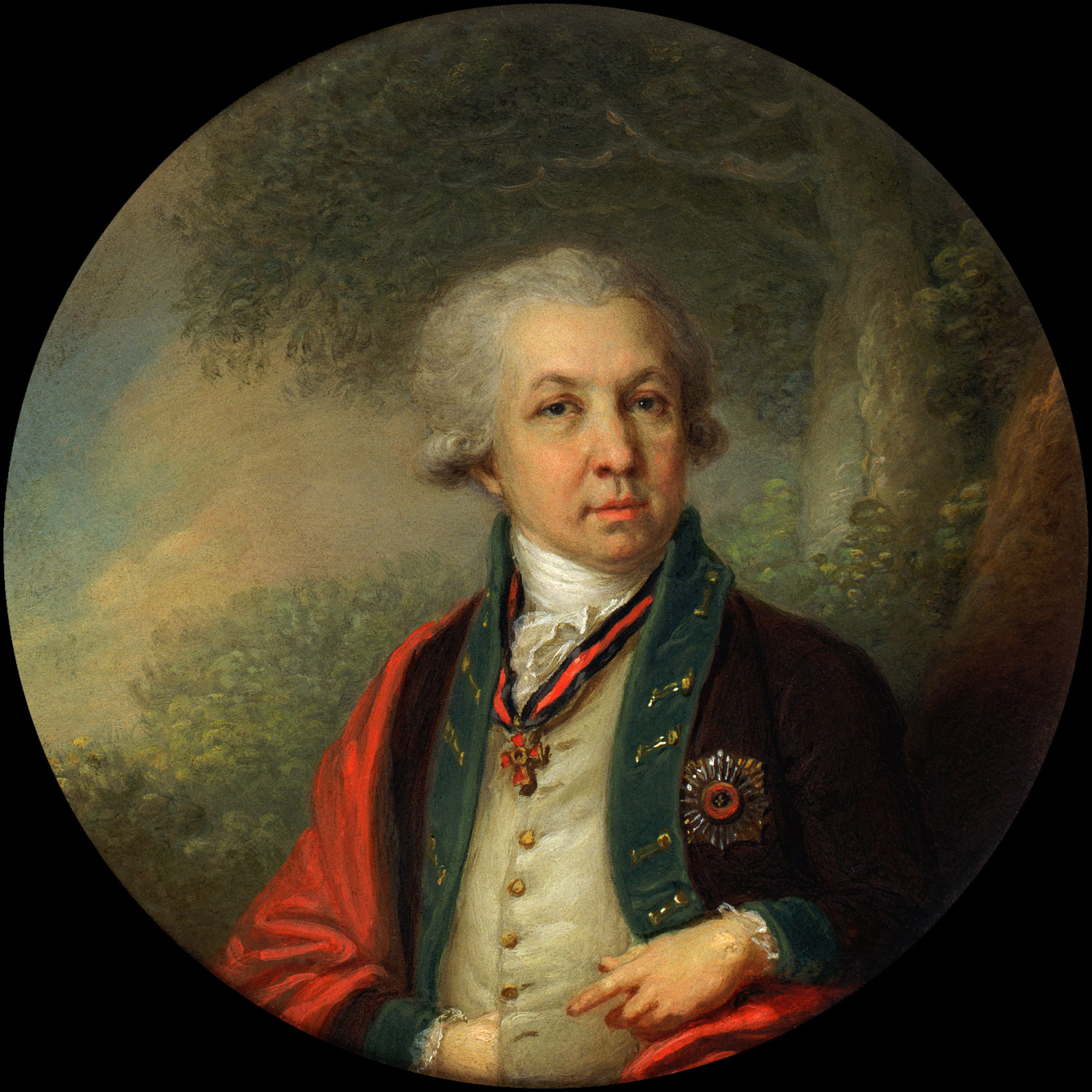
Gavrila Romanovič Děržavin
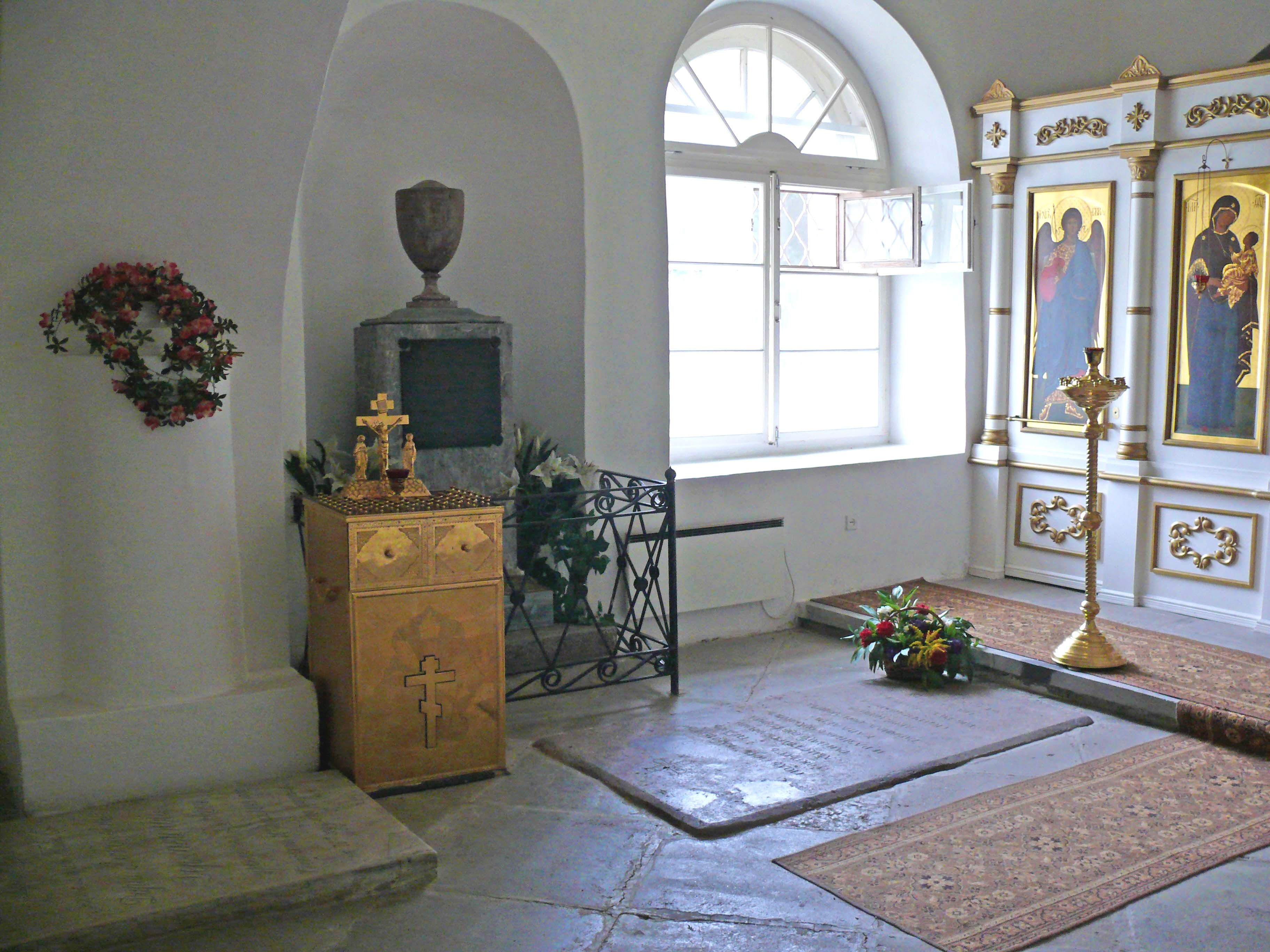
Hrob G. R. Děržavina (Klášter Varláma Chutyňského)